# 乔丹·洛夫
乔丹·亚历山大·洛夫（Jordan Alexander Love，1998年11月2日—），美国加利福尼亚州贝克斯菲尔德人，职业美式橄榄球运动员，担任美国全国橄榄球联盟（NFL）绿湾包装工队的四分卫。洛夫在大学期间于猶他州立大學农校生队打大学橄榄球。洛夫放弃了大四学年，并在2020年NFL选秀中被包装工队在首轮第26顺位选中。进入NFL的前三个赛季，洛夫担任球队首发四分卫阿伦·罗杰斯的替补。在全国橄榄球联盟2023赛季中，洛夫被包装工队任命为首发四分卫。成为首发四分卫的第一个赛季，洛夫的传球码数超过4000码，完成32次传球达阵，并带领包装工队在季后赛中取得了一场胜利。